# 第19軍 (日本軍)
第19軍（だいじゅうきゅうぐん）は、大日本帝国陸軍の軍の一つ。

## 沿革
1942年12月19日に編制され、翌年1月7日、南方軍に編入、旧オランダ領東インドのアンボン島守備に従事した。1943年10月30日、第2方面軍に編入。第2軍に併合のため、1945年（昭和20年）2月28日付で廃止された。その後、第2軍は終戦まで存続し、任務完遂を果たした。

## 軍概要
- 通称号：堅
- 編成時期：1942年12月19日
- 最終位置：アンボン
- 上級部隊：南方軍、のち第2方面軍。

### 歴代司令官
- 冨永信政 中将：1942年12月22日 -
- 北野憲造 中将：1943年10月15日 - 1945年3月1日

### 歴代参謀長
- 佐々真之助 少将：1942年12月22日 -
- 森赳 少将：1944年1月17日 - 1945年3月1日

### 最終司令部構成
- 司令官：北野憲造中将
- 参謀長：森赳少将
- 高級参謀：高山彦一大佐
- 高級副官：松崎貞利中佐

### 最終所属部隊
- 第5師団
- 第46師団
- 第48師団